# Julijana Bizjak Mlakar
Julijana Bizjak Mlakar, slovenska političarka, * 7. september 1956, Ljubljana.
Državnozborska poslanka v 7. državnem zboru Republike Slovenije (2014) (od 25.4.2016 dalje), ministrica za kulturo v 12. vladi Republike Slovenije (18. septembra 2014 do 25. aprila 2016); magistra poslovne politike in organizacije, profesorica matematike, pooblaščena aktuarka, habilitirana v naziv višja predavateljica menedžmenta v zdravstvu, pobudnica in ustanovna članica ter članica vodstva Gibanja za ohranitev in izboljšanje javnega zdravstva, državnozborska poslanka v 5. (2008 - 2011) in v 7. državnem zboru Republike Slovenije (2014), članica Občinskega sveta in podžupanja Občine Kamnik v letih 2011 do 2014, predsednica Društva izgnancev Slovenije, KO Kamnik od leta 2012.

## Življenjepis
Živi v Kamniku, je poročena in mati dveh sinov.
Na Srednji ekonomski in naravoslovni šoli Rudolfa Maistra v Kamniku je poučevala matematiko in bila pomočnica ravnatelja. Pozneje je vodstvena mesta zasedala še v Zavarovalnici Triglav, na ZZZS in v Vzajemni zdravstveni zavarovalnici, kjer je bila članica uprave.
Bila je pobudnica in ustanovni član Gibanja za ohranitev in izboljšanje javnega zdravstva, ki je bilo ustanovljeno 20. junija 2006 kot odziv ljudi na škodljivo privatizacijo in komercializacijo zdravstva. Gibanju se je s podpisi pridružilo več kot 74.000 ljudi.

### Politika
Leta 2009 se je kot nadomestna poslanka pridružila Poslanski skupini SD v 5. državnem zboru Republike Slovenije.
V tem mandatu je bila članica naslednjih delovnih teles:
- Odbor za zdravstvo (članica),
- Ustavna komisija Državnega zbora (podpredsednica),
- Odbor za zadeve Evropske unije (članica),
- Mandatno-volilna komisija (članica) in
- Preiskovalna komisija za ugotovitev politične odgovornosti nosilcev javnih funkcij, ki so sodelovali pri pripravi in izvedbi investicij ter leasing, najemnih ali drugih primerljivih poslih, financiranih s sredstvi iz državnega proračuna ali proračuna Mestne občine Ljubljana, na področju projektov stanovanjske gradnje in nakupov stanovanjskih objektov ter pripadajočih garažnih objektov ali površin v Mestni občini Ljubljana, projektov obnove in dograditve prostorov Univerze na Primorskem, projektov stanovanjske gradnje Stanovanjskega sklada Republike Slovenije, projektov objektov državnega pomena, projektov objektov v javni rabi, projektov gradbenih investicij javnega pomena, financiranih s sredstvi iz državnega proračuna ali proračuna Mestne občine Ljubljana, in projektov gradbenih investicij javnega pomena na področju t. i. visokih gradenj v javne zdravstvene objekte (projekt Pediatrične klinike, projekt Onkološkega inštituta itd.) zaradi suma, da so bili postopki in posli medsebojno politično dogovorjeni, vodeni netransparentno in negospodarno ter zaradi suma prisotnosti klientelizma, korupcije in medsebojnih povezav med različnimi nosilci aktivnosti in delovanja povezanih oseb, ki so vključeni v pripravo, javna naročila in izvedbo gradbenih poslov, ter v tej zvezi še posebej za ugotovitev suma o politični odgovornosti nosilcev javnih funkcij in njihovi vlogi pri tem (namestnica člana).

Kot državnozborska poslanka se je najbolj angažirala na področju delavske, socialne in zdravstvene varnosti prebivalstva. Nasprotovala je privatizaciji in komercializaciji zdravstva, ki jo je skušal z zakonom uveljaviti minister Borut Miklavčič. Zakon o zdravstveni dejavnosti je bil po javni predstavitvi mnenj o predlogu Zakona o zdravstveni dejavnosti v državnem zboru umaknjen.
Skupaj s civilno družbo je preprečila prodajo treh bolnišnic v Ljubljani (mestne otroške bolnišnice v središču Ljubljane, stare pediatrične klinike na Vrazovem trgu in stavbo psihiatrije na Poljanskem nasipu), ki jih javno zdravstvo potrebuje. Je pa minister Miklavčič kljub nasprotovanju podpisal pogodbo z družbo Mabra d.o.o. za prodajo stavbe IVZ v centru Ljubljane.
Privatizaciji in komercializaciji vseh javnih zavodov, ki bi ga omogočil vstop zasebnega kapitala v javne zavode, in spremembi javnih zavodov v podjetja je nasprotovala skupaj s predstavniki civilne družbe tudi na javni predstavitvi mnenj v Državnem zboru RS dne 13. septembra 2011.
29. septembra 2011 je z izstopom iz Socialnih demokratov opozorila na škodljive porocese na področju zdravstva, ki jih omogočajo dobro plačani funkcionarji in javni uslužbenci, tudi člani SD-ja, ki so bili tedaj najbolj odgovorni za varovanje javnega interesa v državi.
Rezultat izstopa iz SD je bil umik Predloga Zakona o izvajanju dejvnosti splošnega pomena, ki je bil takrat v Državnem zboru RS pred tretjo obravnavo. Prav tako je bila umaknjena namera o prodaji Železničarskega zdravstvenega doma Ljubljana.
V letu 2010 je bila na občinskih volitvah v Občini Kamnik izvoljena za občinsko svetnico in je hkrati opravljala naloge nepoklicne podžupanje od imenovanja v letu 2011 do konca julija leta 2014, ko ji je bil mandat prekinjen zaradi njene izvolitve v poslanko Državnega zbora Republike Slovenije.
Leta 2014 je bila na listi stranke DeSUS kot poslanka izvoljena v 7. državni zbor Republike Slovenije, kjer je zasedla mesto predsednice Odbora za delo, družino, socialne zadeve in invalide.
Mandat poslanke ji je bil prekinjen dne 18.9.2014, ko je bila izvoljena na mesto Ministrice za kulturo Republike Slovenije v 12. vladi Republike Slovenije. Dne 25.4.2016 je na 31. izredni seji Državnega zbora nepreklicno odstopila z mesta ministrice. Kot razlog odstopa je navedla, da se ne vidi v vladi, ki deluje v interesu lobijev, zanemarja pa zakonitost in moralnost.
Od 25.4.2016 dalje je državnozborska poslanka v 7. državnem zboru Republike Slovenije, kjer deluje v:
- Komisiji za nadzor javnih financ,
- Odboru za delo, družino, socialne zadeve in invalide in
- Odboru za notranje zadeve, javno upravo in lokalno samoupravo.

Od februarja leta 2013 vodi občinsko organizacijo DeSUS v Kamniku in je podpredsednica Pokrajinske organizacije DeSUS Gorenjska. Kot poslanka in ministrica za kulturo pa je leta 2014 postala tudi članica najvišjih teles te stranke na državnem nivoju.
Od leta 2012 vodi Društvo izgnancev Slovenije, Krajevni odbor Kamnik in o izgnanstvu piše tudi v Vestnik in v Kamniški občan.
Objavlja strokovne članke s področja zdravstva in zavarovalništva, poljudne članke in je soavtorica dveh knjig Zdravstvena reforma (2003) in Vrednote Slovencev in predlagane reforme (2006) s področja zdravstvenih sistemov.